# Felix Jedbratt
Felix Jedbratt, född 2003, är en svensk simmare med bakgrund i Mölndals allmänna simsällskap, MASS. I en collegetävling i februari 2025 slog han till med nytt svenskt rekord på 100 yards fjärilsim med tiden 44,97. Det var första gången en svensk kommit under 45 sekunder på distansen.